# Pstrąg sewański
Pstrąg sewański, pstrąg gokszyński (Salmo ischchan) – gatunek ryby z rodziny łososiowatych (Salmonidae).

## Występowanie
Pstrąg sewański to euroazjatycka ryba słodkowodna. Jest endemicznym gatunkiem Armenii. Zaobserwowano go jedynie w jeziorze Sewan. Żyje przy dnie zbiornika. W środku zimy i na koniec lata przepływają w stronę środka jeziora, w pozostałą część roku pływają przy brzegu.

## Charakterystyka

### Morfologia
Maksymalna zmierzona długość to 104 cm, jednak zazwyczaj osiągają około 33 cm. Może ważyć nawet 17 kg.

### Rozmnażanie
Ich tarło odbywa się 2 razy w roku: od listopada do grudnia w północno-zachodniej części jeziora oraz od stycznia do końca marca przy południowo-wschodnim brzegu. Tarło odbywa się na głębokości od 0,5 do 3 m na dnie pokrytym drobnym żwirem. 